# Shufu
| Uigurische Bezeichnung          | Uigurische Bezeichnung     |
| ------------------------------- | -------------------------- |
| Arabisch-Persisch (Kona Yeziⱪ): | قەشقەر كونا شەھەر ناھىيىسى |
| Lateinisch (Yengi Yeziⱪ):       | Ⱪǝxⱪǝr Kona xǝⱨǝr naⱨiyisi |
| Kyrillisch (Sowjetunion):       | Қәшқәр Конишәһәр наһийиси  |
| Chinesische Bezeichnung         |                            |
| Kurzzeichen:                    | 疏附县                     |
| Umschrift in Pinyin:            | Shūfù Xiàn                 |

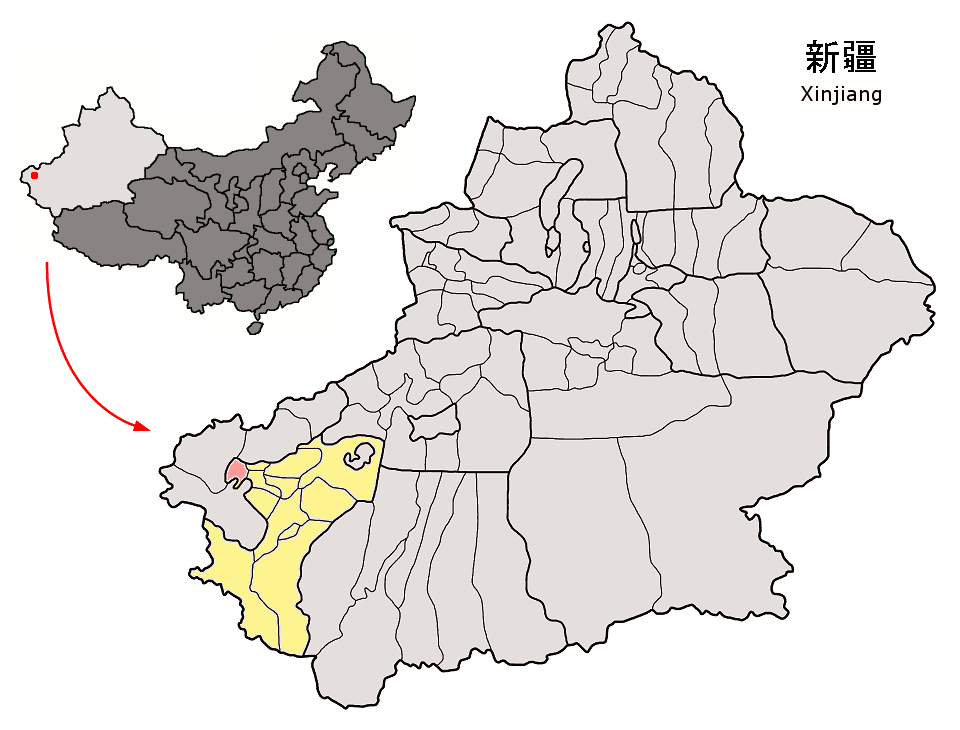
Lage von Shufu in Xinjiang

Der Kreis Shufu ist ein Kreis des Regierungsbezirks Kaschgar im Uigurischen Autonomen Gebiet Xinjiang der Volksrepublik China. Er hat eine Fläche von 3.483 km² und 311.960 Einwohner (Stand: Zensus 2010). Sein Hauptort ist die Großgemeinde Tokkuzak (托克扎克镇). 

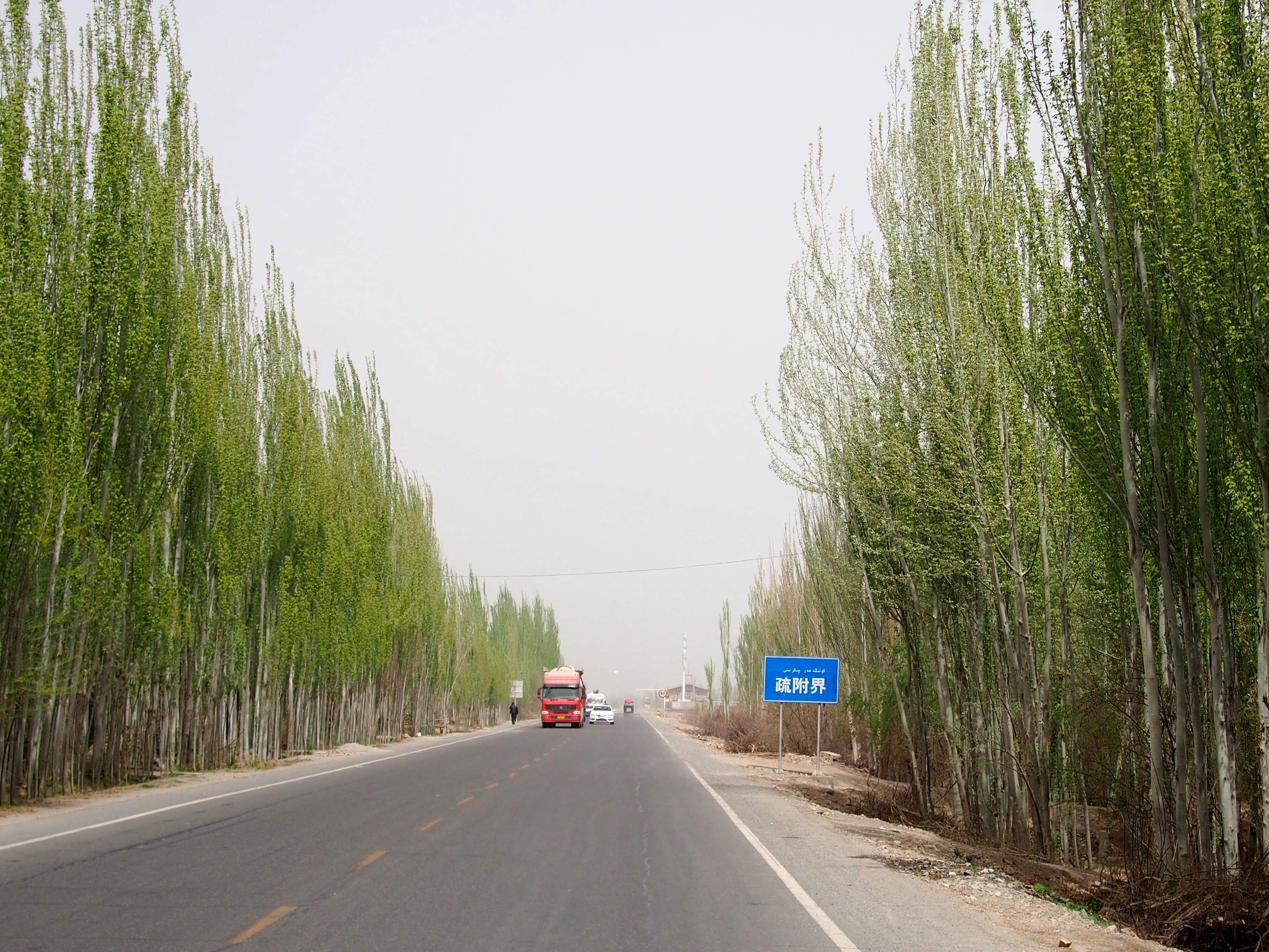

Die Stätte des Mo’er-Klosters und das Grab von Mahmud al-Kaschgari stehen auf der Liste der Denkmäler der Volksrepublik China.

## Persönlichkeiten
- Abuduaini Tuergong (* 1997), Diskuswerfer